# Muhammad Ali Sorcar
Muhammad Ali Sorcar – banglijski urzędnik i dyplomata.
Kształcił się w Mymensingh Medical College, studiował również na School of Law and Diplomacy Tufts University. Do służby zagranicznej dołączył w 1989. Pracował w placówce Bangladeszu w Brukseli, a także w przedstawicielstwie Republiki przy ONZ w Nowym Jorku. W lipcu 2010 został mianowany ambasadorem w Holandii. 30 maja 2011 złożył na ręce prezydenta RP listy uwierzytelniające, jako nowy ambasador w Warszawie.